# Cold Mountain
Cold Mountain és una pel·lícula dramàtica d'amor i guerra escrita i dirigida per Anthony Minghella el 2003. La història, basada en una novel·la supervendes homònima de Charles Frazier, segueix els camins de tres personatges que es troben en uns Estats Units commocionats per la guerra civil i han de lluitar per la supervivència. Els protagonistes són Nicole Kidman, Jude Law i Renée Zellweger, encara que com a secundaris també hi participen Donald Sutherland, Philip Seymour Hoffman i una jove Natalie Portman, entre d'altres.
Estrenada als Estats Units el 25 de desembre de 2003, la cinta va obtenir set nominacions als Oscars de l'Acadèmia de les Arts i les Ciències Cinematogràfiques dels Estats Units, a més de vuit als també estatsunidencs Globus d'Or i tretze als Bafta britànics; premis on la Renée Zellweger es emportar els tres guardons a la millor actriu secundària.

## Repartiment
- Jude Law: W. P. Inman
- Nicole Kidman: Ada Monroe
- Renée Zellweger: Ruby Thewes
- Eileen Atkins: Maddy
- Kathy Baker: Sally Swanger
- James Gammon: Esco Swanger
- Brendan Gleeson: Stobrod Thewes
- Philip Seymour Hoffman: Reverend Veasey
- Charlie Hunnam: Bosie
- Cillian Murphy: Bardolph
- Natalie Portman: Sara
- Giovanni Ribisi: Junior
- Donald Sutherland: Reverend Monroe
- Ethan Suplee: Pangle
- Jack White: Georgia
- Ray Winstone: Teague
- Lucas Black: Oakley

## Producció
Cold Mountain, on la pel·lícula està ambientada, és una muntanya real al Comtat de Haywood a Carolina del Nord, que forma part de les muntanyes Blue Ridge, una secció de les Apalatxes. Tanmateix, la pel·lícula es va rodar principalment a Romania, amb nombroses escenes rodades també a Virgínia, Carolina del Sud i Carolina del Nord. La cinta va ser una de les moltes pel·lícules de Hollywood que en aquell temps es filmaven a Europa de l'Est, ja que les despeses de producció són més baixes en aquesta zona; i en aquell moment, Transsilvània estava menys marcada per la vida moderna que els Apalatxes (menys torres d'electricitat, menys carreteres, etc). El músic Ryan Adams es va veure temptat pel paper de Georgia però finalment el va rebutjar.

### Localitzacions del rodatge
- Els Carpats, a Romania
- La Plantació de Carter's Grove, a Williamsburg, Virgínia, EUA
- Charleston (Carolina del Sud), EUA
- La petita universitat College of Charleston, a la ciutat de Charleston, Carolina del Sud, EUA
- Carolina del Nord, EUA
- Potigrafu, província de Prahova, Romania
- Richmond, Virgínia, EUA
- Carolina del Sud, EUA[1]

## Premis i nominacions
Cold Mountain va obtenir un important nombre de premis durant la temporada cinematogràfica 2003-2004. De tots ells, els més destacats són els següents:

### Premis
- 2004: Oscar a la millor actriu secundària per Renée Zellweger
- 2004: Globus d'Or a la millor actriu secundària per Renée Zellweger
- 2004: BAFTA a la millor actriu secundària per Renée Zellweger
- 2004: BAFTA a la millor música per Gabriel Yared

### Nominacions
- 2004: Oscar al millor actor per Jude Law
- 2004: Oscar a la millor fotografia per John Seale
- 2004: Oscar a la millor banda sonora per Gabriel Yared
- 2004: Oscar a la millor cançó original per Sting amb "You Will Be My Ain True Love"
- 2004: Oscar a la millor cançó original per T-Bone Burnett i Elvis Costello amb "The Scarlet Tide"
- 2004: Oscar al millor muntatge per Walter Murch
- 2004: Globus d'Or a la millor pel·lícula dramàtica
- 2004: Globus d'Or al millor director per Anthony Minghella
- 2004: Globus d'Or al millor actor dramàtic per Jude Law
- 2004: Globus d'Or a la millor actriu dramàtica per Nicole Kidman
- 2004: Globus d'Or al millor guió per Anthony Minghella
- 2004: Globus d'Or a la millor banda sonora original per Gabriel Yared
- 2004: Globus d'Or a la millor cançó original per Sting amb "You Will Be My Ain True Love"
- 2004: BAFTA a la millor pel·lícula
- 2004: BAFTA a la millor pel·lícula britànica (Premi Alexander Korda)
- 2004: BAFTA al millor director (Premi David Lean) per Anthony Minghella
- 2004: BAFTA al millor actor per Jude Law
- 2004: BAFTA al millor guió adaptat per Anthony Minghella
- 2004: BAFTA a la millor fotografia per John Seale
- 2004: BAFTA al millor muntatge per Walter Murch
- 2004: BAFTA al millor disseny de producció per Dante Ferretti
- 2004: BAFTA al millor vestuari per Ann Roth i Carlo Poggioli
- 2004: BAFTA al millor maquillatge i perruqueria per Paul Engelen i Ivana Primorac
- 2004: BAFTA al millor so per Eddy Joseph, Ivan Sharrock, Walter Murch, Mike Prestwood Smith i Matthew Gough
- 2004: Grammy al millor àlbum de banda sonora per a pel·lícula, televisió o altre mitjà visual per T-Bone Burnett
- 2004: Grammy a la millor cançó escrita per a pel·lícula, televisió o altre mitjà visual per T-Bone Burnett i Elvis Costello amb "The Scarlet Tide"
- 2004: Grammy a la millor cançó escrita per a pel·lícula, televisió o altre mitjà visual per Sting amb "The Scarlet Tide" amb "You Will Be My Ain True Love"